# Общежитие Императорского Московского технического училища
Общежи́тие Импера́торского Моско́вского техни́ческого учи́лища — здание в Москве, расположенное на углу Бригадирского переулка и 2-й Бауманской улицы Басманного района. Бывшее общежитие для студентов, построено в 1899—1902 годах по проекту Льва Николаевича Кекушева на средства, собранные Варвары Алексеевны Морозовой как председателя Общества вспомоществования нуждающимся студентам Императорского Московского технического училища (ИМТУ). В настоящее время здание занимает поликлиника № 160 при МГТУ им. Баумана и другие учреждения.

## История
В 1898 году предпринимательница и благотворительница Варвара Алексеевна Морозова организовала сбор средств на строительство общежития для неимущих студентов. Созданная в 1899 году Строительная комиссия под председательством тогдашнего директора ИМТУ Ивана Васильевича Аристова, рассмотрев два конкурсных проекта здания, утвердила проект Льва Кекушева, бывшего в то время преподавателем училища. Постройка здания была поручена комиссией архитектору Леониду Осиповичу Васильеву. В 1902 году строительство общежития было завершено.
В четырёхэтажном с полуподвалом здании кроме жилых помещений так же располагались столовая на 300 человек, кухня и библиотека-читальня. Фасады общежития были отштукатурены с использованием горизонтального руста, фронтоноподобных лучковых и треугольных сандриков, граненых замковых камней. Внутри здание было отделано и обставлено очень скромно.